# Teste de Allen

Artérias da mão

Teste de Allen é um teste usado para avaliar o suprimento sanguíneo da mão. Recebe o nome em homenagem a Edgar Van Nuys Allen.
O teste avalia a circulação colateral da mão através da avaliação das artérias ulnar e radial. O teste consiste em comprimir tanto a artéria ulnar como a radial com a nossa mão, sem o suprimento sanguíneo a mão ficará pálida. Após isto deve-se soltar uma delas e verificar se assim toda a mão vai ser perfundida pela artéria que nós desocluimos. 

## Importância clínica
O teste é usado para avaliar a circulação da mão antes de serem realizados procedimentos nas suas artérias. Estes procedimentos podem ser a colocação de um catéter para monitorização da pressão arterial média ou utilização da artéria radial em cirurgias cardíacas. O teste teoricamente avaliaria as mãos que teriam maior risco de sofrer isquemia com estes procedimentos, visto que o que assegura a circulação das mãos são as arcadas palmares que vêm das artérias ulnar e radial, e cerca de 10% da população normal tem uma arcada incompleta.